# Peter Christiansen (fodboldspiller)
 For alternative betydninger, se Peter Christiansen. (Se også artikler, som begynder med Peter Christiansen)
Peter Christiansen (født 30. januar 1975) er en dansk tidligere fodboldspiller og nuværende sportsdirektør i VfL Wolfsburg.

## Klubkarriere
Christiansen begyndte sin karriere i Vejle Boldklub, hvorfra han efter fin succes skiftede til F.C. København i sæsonen 1999-2000.
I slutningen af januar 2008 blev det offentliggjort, at Christiansen havde stoppet sin aktive fodboldkarriere grundet en knæskade.

## Lederkarriere
Da han stoppede karrieren, blev han i januar 2008 i stedet ansat som chefscout for Randers FC. Han blev i 2013 forfremmet til sportschef i samme klub. Han valgte ved udgangen af efteråret 2015 at opsige sit job som sportschef i Randers FC.
Den 17. december 2015 blev det offentliggjort, at AGF havde ansat som Christiansen som ny chefscout med påbegyndelse fra 1. marts 2016. Et halvt år senere, den 6. december 2016, blev han ansat som sportschef i AGF.